# Labirinto di morte
Labirinto di morte (A Maze of Death) è un romanzo di fantascienza dello scrittore Philip K. Dick pubblicato nel 1970. Il libro era originariamente intitolato The Name of the Game is Death.

## Trama
Il romanzo verte sulla colonizzazione del pianeta Delmak-O da parte di un gruppo eterogeneo composto da quattordici persone. Tutto procede bene fino a che s'interrompono i contatti col satellite delle comunicazioni; l'evento taglia fuori i quattordici individui da ogni contatto con l'esterno lasciandoli abbandonati a sé stessi, soli sullo sconosciuto pianeta alieno. In questo ambiente ostile e allucinato i personaggi vengono uccisi ad uno ad uno, i sopravvissuti diventano sempre più paranoici e cominciano a sospettare l'uno dell'altro, la scoperta di strane strutture e bizzarri oggetti alieni non migliora la situazione.

## Temi

### Religione
Uno degli aspetti principali del romanzo è la teologia artificiale (un misto di gnosticismo, neoplatonismo e Cristianesimo) condivisa da tutti i personaggi. Il testo religioso di riferimento è un libro chiamato "Come sono risorto da morte nel mio tempo libero e come potete farlo anche voi" (How I Rose from the Dead in My Spare Time and So Can You) di A.J. Specktowsky, un "grande teologo comunista del XXI secolo".
Questo particolare sistema teologico descrive un universo governato da quattro distinte divinità. Il Demiurgo (Mentufacturer) rappresenta l'istanza creatrice, il Distruttore-Di-Forme (Form-destroyer) simboleggia la morte e l'entropia, l'Intercessore (Intercessor) controlla il destino delle persone e Colui-Che-Cammina-in-Terra (Walker-on-Earth) è una manifestazione divina che interviene nelle loro vite. La "tinca", antico abitante di Delmak-O (una massa gelatinosa vivente che dà risposte oracolari) è, per lo scrittore, un codice cifrato di Cristo. La preghiera raggiunge la divinità solo se viene trasmessa elettronicamente e i favori vengono concessi in base alla propria buona condotta.

### Analogie con altri romanzi
Anche i romanzi Il disco di fiamma (1955), In senso inverso (1959) e Ubik (1969) affrontano il tema della "realtà" dal punto di vista soggettivo dei diversi personaggi. In Follia per sette clan (1964) gran parte della storia si svolge su Alfa III M2, una ex colonia terrestre adibita a ricovero psichiatrico che diventa una vera e propria società dopo l'abbandono del personale medico a seguito di una guerra interstellare.
La religione gioca un ruolo fondamentale anche ne L'occhio nel cielo (1957), La svastica sul sole (1962), Guaritore galattico (1969) e la trilogia di Valis: Valis (1981), Divina invasione (1981) e La trasmigrazione di Timothy Archer (1982).
Le difficoltà della colonizzazione spaziale e la relativa risposta umana sono affrontati in Noi marziani (1962) e Le tre stimmate di Palmer Eldritch (1966).

### Elementi autobiografici
Il viaggio allucinante di Maggie Walsh dopo la morte (descritto nel capitolo 11) è basato sulla personale esperienza di Dick con l'LSD (sostanza che assunse solo rarissime volte). Il fatto viene esplicitamente indicato nella premessa al libro e trova conferma in una lettera del 1974 dove si ritrova una dettagliata descrizione delle sue visioni avvenute in seguito all'assunzione di questa sostanza stupefacente.

## Edizioni
- Philip K. Dick, A Maze of Death, Doubleday, 1970,  p. 216.
- Philip K. Dick, Labirinto di morte, traduzione di Vittorio Curtoni, collana SFBC n° 46, Casa Editrice La Tribuna, 1970,  p. 208.
- Philip K. Dick, Labirinto di morte, collana Tascabili immaginario n° 26, Fanucci Editore, 2005,  p. 256, ISBN 88-347-0944-6.
- Philip K. Dick, Labirinto di morte, collana Collezione Dick n° 16, Fanucci Editore, 2007. Edizione speciale venticinquesimo anniversario.